# Aeroporto da Península do Norte
Aeroporto da Península do Norte (IATA: ABM, ICAO: YNPE) é um aeroporto que serve Bamaga, uma cidade na ponta norte da Península do Cabo York. Está localizado a 9,3 km a sudeste de Injinoo, Queensland, Austrália. O aeroporto é operado pelo Concelho Regional da Área da Península do Norte. Antes desta designação, o aeroporto era conhecido como Higgins Field, Aeroporto de Bamaga e Aeroporto Bamaga/Injinoo.